# Cineni jezik
Cineni jezik (ISO 639-3: cie), čadski jezik skupine Biu-Mandara kojim govori 3 000 ljudi (1998) u selu Cineni u nigerijskoj državi Borno.
. Selo se nalazi na cesti između Ngoshie i Chikide, a cijela Cineni populacija okružena je sa svih strana Glavda i Guduf selima.
S jezicima dghwede [dgh], glavda [glw], guduf-gava [gdf] i Gvoko [ngs] pripada podskupini glavda. Prema njihovoj tradiciji porijeklom su od Gudufa.

## Vanjske poveznice
- Ethnologue (14th)
- Ethnologue (15th)